# 張篤慶
张笃庆（1642年—1715年），字历友，号厚斋，别号昆仑山人。山東淄川（今屬淄博市）人。
张至发曾孙。张绂之子。早年受知于施闰章。十四歲作《梦游西湖赋》，十七歲與同邑诸公结郢中诗社。康熙二十五年（1686年）拔贡生。著有《八代诗选》、《班范肪截》、《五代史肪截》、《昆仑山房集》等。
张笃庆寫有《岁暮怀人诗》怀念蒲松龄：「谈空误入《夷坚志》，说鬼时参猛虎行。咫尺聊斋人不见，蹉跎老大负平生。」

## 延伸阅读
[在维基数据编辑]
 《清史稿/卷484》，出自趙爾巽《清史稿》
 《清史稿/卷484》
 在维基共享资源阅览影像